# Rafael Freyre
Rafael Freyre là một đô thị và thành phố ở tỉnh Holguín của Cuba.

## Thông tin nhân khẩu
Năm 2004, đô thị Rafael Freyre có dân số 50.080 người. Diện tích là 620 km² (239,4 mi²), với mật độ dân số là 80,8người/km² (209,3người/sq mi).